# Conan Barbarul (film din 1982)
Conan Barbarul este un film de acțiune aventură fantezie din 1982 regizat de către John Milius în care apare Arnold Schwarzenegger, care, înainte de filmări, era doar un culturist celebru. Filmul se bazează vag pe povestirile cu Conan Barbarul scrise de Robert E. Howard. Scenariul filmului a fost scris de Oliver Stone si John Milius, acțiunea filmului are loc în epoca Hyboriană, parte a mitologiei din Conan. În 1984 a fost realizată o continuare a filmului, Conan Distrugătorul care a avut mai puțin succes. Filmele sunt realizate în genul spadă și vrăjitorie. În 2011 a fost realizat un nou film Conan Barbarul, dar în acesta nu apare Arnold Schwarzenegger.

## Distribuție
- Arnold Schwarzenegger – Conan Barbarul
- Gerry Lopez –		Subotai
- Sandahl Bergman –		Valeria
- James Earl Jones –		Thulsa Doom
- Max von Sydow –		Regele Osric
- Mako Iwamatsu –		Wizard of the Mounds
- William Smith –		tatăl lui Conan
- Sven-Ole Thorsen –		Thorgrim
- Ben Davidson –		Rexor
- Cassandra Gava –		Witch
- Valérie Quennessen –		fata lui Osric
- Jorge Sanz –		 Conan tânăr
- Nadiuska –		mama lui Conan